# Pfullingen
Pfullingen è una città tedesca di 18 300 abitanti, situata nel land del Baden-Württemberg.

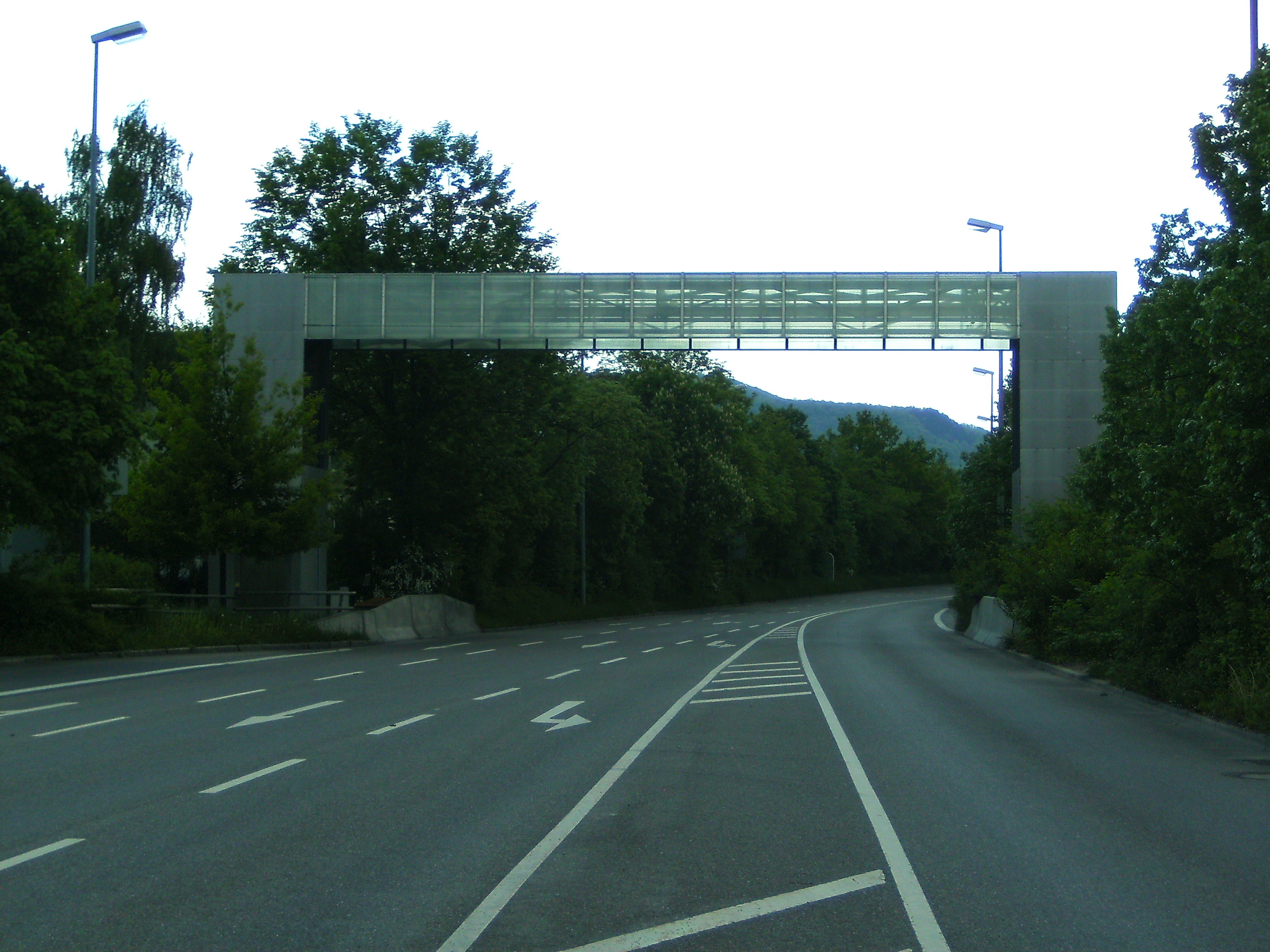
Peoplemover Pfullingen